# 凯迈奈什毛高希
凯迈奈什毛高希，是匈牙利沃什州所辖的一个村，总面积33.19平方公里，总人口850，人口密度25.6人/平方公里（2010年1月1日）。